# Eublemma flammeola
Eublemma flammeola är en fjärilsart som beskrevs av Lucas 1895. Eublemma flammeola ingår i släktet Eublemma och familjen nattflyn. Inga underarter finns listade i Catalogue of Life.